# Juan Cruz (periodista)
Juan Cruz Ruiz (Puerto de la Cruz, Santa Cruz de Tenerife, 27 de septiembre de 1948) es un periodista español.
Comenzó su carrera periodística a los 13 años en el semanario Aire Libre. En la Universidad de La Laguna se licenció en Periodismo e Historia. Luego trabajó en los diarios locales La Tarde y El Día.
Se estrenó como novelista en 1972 con Crónica de la nada hecha pedazos, que obtuvo el Premio Benito Pérez Armas.
En 1976 fue uno de los fundadores del diario El País, donde comenzó a trabajar como corresponsal en Londres. En su primera etapa en este diario fue también jefe de Cultura y de Opinión; en la segunda fue adjunto a la dirección y profesor invitado en su máster de periodismo. Fue coordinador de los proyectos del Grupo Prisa y director de comunicación del Grupo Santillana.
Ha colaborado en La mirada crítica, programa de Telecinco presentado por Vicente Vallés y en La ventana de la Cadena SER, dirigido por Gemma Nierga, en cuya sección «Leer y releer» hablaba de literatura junto a la escritora Almudena Grandes.
Ha participado en numerosas conferencias y cursos y su obra ha recibido varios premios.
Está casado con la también periodista, María del Pilar García Padilla, que estuvo trabajando en RTVE durante 30 años.

## Obra
Narrativa
- Crónica de la nada hecha pedazos (Madrid: Taller de Ediciones Josefina Betancor, 1973)
- Naranja (Madrid: Taller de Ediciones Josefina Betancor, 1975)
- Retrato de humo (Barcelona: Editorial Argos Vergara, 1982)
- El sueño de Oslo (Barcelona: Muchnik Editores, 1988)
- En la azotea (Madrid: Mondadori, 1989)
- Exceso de equipaje (Barcelona: Alba Editorial, 1995)
- El territorio de la memoria (Tenerife: Tauro Producciones, 1995)
- Asuán (Barcelona: Alba Editorial, 1996)
- La foto de los suecos (Madrid: Espasa, 1998)
- Una historia pendiente (Madrid: Ollero y Ramos Editores, 1999)
- La playa del horizonte (Barcelona: Ediciones Destino, 2002)
- Retrato de un hombre desnudo (Madrid: Alfaguara, 2005)
- Ojalá octubre (Madrid: Alfaguara, 2007)
- Muchas veces me pediste que te contara esos años (Madrid: Alfaguara, 2008)
- El niño descalzo (Madrid: Alfaguara, 2015)
- Mil doscientos pasos (Madrid: Alfaguara, 2022)

Biografía
- Una memoria de El País: La vida en una redacción (Barcelona: Plaza & Janés Editores, 1996)
- El peso de la fama: veinte personajes hablan de los riesgos de la popularidad (Madrid: Aguilar, 1999)
- Un gallo al rojo vivo: en busca de Domingo Pérez Minik (Tenerife: Tauro Producciones, 2003)
- con Núria Espert: Nuria (Madrid: Fundación SGAE, 2007)
- Egos revueltos: Una memoria personal de la vida literaria (Barcelona: Tusquets Editores, 2009)
- Viaje al corazón del fútbol. Confidencias desde la pasión o la admiración sobre el gran Barça de Guardiola (Barcelona: Córner, 2011)
- ¿Periodismo? Vale la pena vivir para este oficio (Barcelona: Debolsillo, 2012)
- Un oficio de locos: Editores fundamentales (Londres: Ivory Press, 2012)
- Viaje a las islas Canarias: Una historia cultural (Madrid: Aguilar, 2013)
- Especies en extinción: Memorias de un periodista que fue editor (Barcelona: Tusquets Editores, 2013)
- con Jaime Salinas: El oficio de editor (Madrid: Alfaguara, 2013)
- Por el gusto de leer: Beatriz de Moura, editora por vocación (Barcelona: Tusquets Editores, 2014)
- con Ángel Gabilondo: La libertad de elegir (Madrid: Ediciones Turpial, 2015)
- Literatura que cuenta. Entrevistas con grandes cronistas de América Latina y España (Buenos Aires: Adriana Hidalgo Editora, 2016)
- Un golpe de vida (Madrid: Alfaguara, 2017)
- Encuentros con Mario Vargas Llosa (Madrid: Editorial Triacastela, 2017)
- Primeras personas (Madrid: Alfaguara, 2018)
- Ciudadano Polanco: Los hechos de una vida (Barcelona: Debate, 2021)
- con Mario Muchnik: Editor para toda la vida (Madrid: Trama Editorial, 2021)
- Érase una vez Alfaguara (Madrid: Alfaguara, 2024)
- Secreto y pasión de la literatura. Los escritores en primera persona (Barcelona: Tusquets Editores, 2025)

Otros
- Cuchillo de arena: música del naufragio (poesía) (Tenerife: Cabildo Insular de Tenerife, 1988)
- Edad de la memoria (poesía) (Tenerife: Viceconsejería de Cultura y Deportes, 1992)
- con Luis Gordillo: Serena (cuento infantil) (Madrid: Ediciones Siruela, 1994)
- Contra la sinceridad (ensayo) (Barcelona: Ediciones Martínez Roca, 2000)
- Contra el insulto (ensayo) (Madrid: Ediciones Turpial, 2011)
- con José Luis Fajardo: El niño de las siete, las seis en Canarias (cuento infantil) (Tenerife: Diego Pun Ediciones, 2014)

## Premios y distinciones
- 1972 - Premio de Novela Benito Pérez Armas por Crónica de la nada hecha pedazos.
- 2000 - Premio Canarias de Literatura.
- 2008 - Medalla de Oro de la Ciudad de Puerto de la Cruz.
- 2009 - Premio Comillas de Historia, Biografía y Memorias por Egos revueltos. La vida literaria: una memoria personal.
- 2012 - Premio Nacional de Periodismo Cultural del Ministerio de Educación, Cultura y Deporte.[5]
- 2024 - Premio Patricio Estévanez de la Asociación de Periodistas de Santa Cruz de Tenerife.